# Land- und Stadtgericht Oberglogau

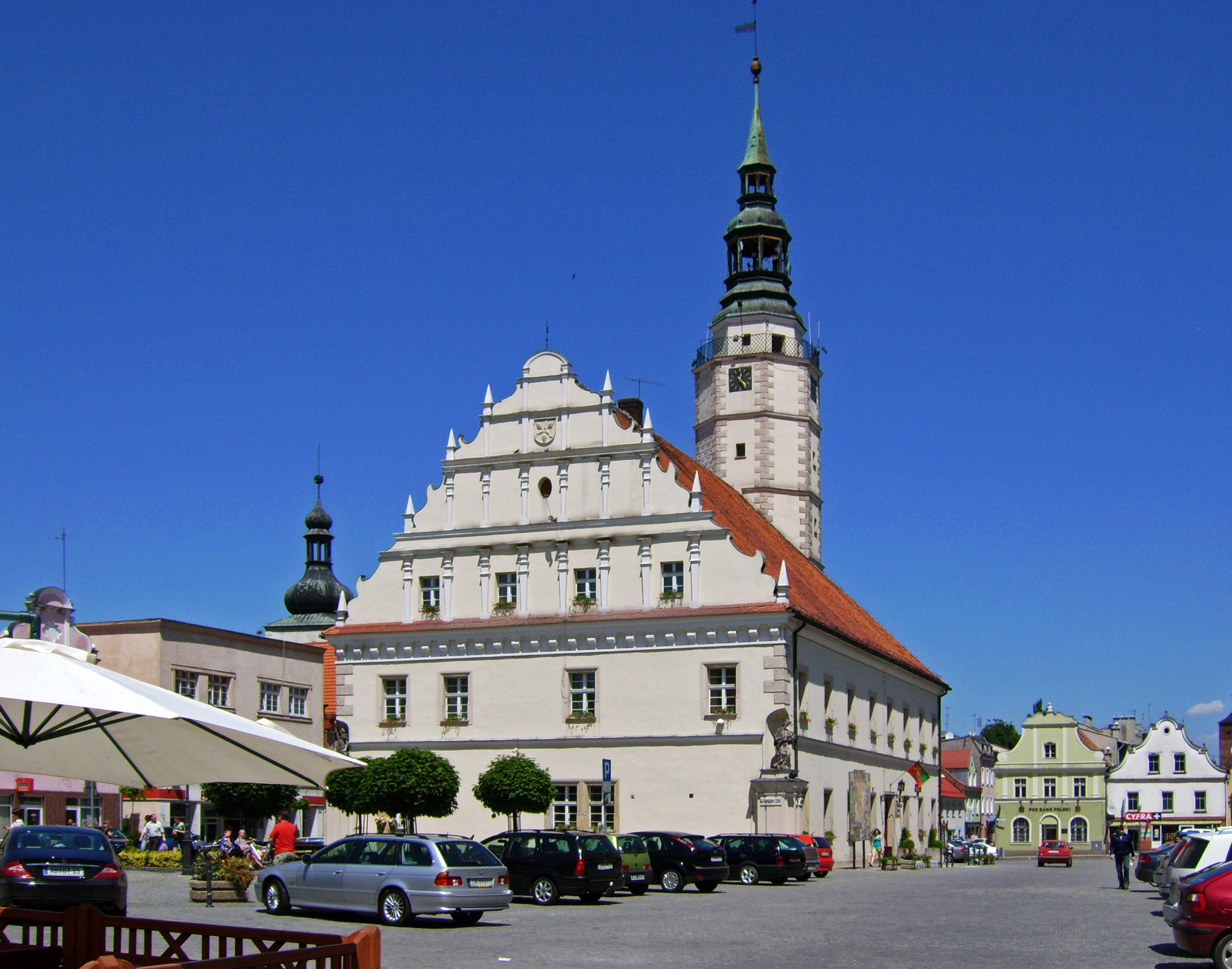
Rathaus, Sitz des Gerichtes

Das Land- und Stadtgericht Oberglogau, auch Land- und Stadtgericht Ober-Glogau, war ein preußisches Land- und Stadtgericht mit Sitz in Oberglogau.

## Geschichte
Mit der preußischen Städteordnung von 1808 verloren die Magistrate ihre Funktion als Eingangsgerichte und es wurden staatliche Stadtgerichte eingerichtet. Nach dem Ende der Befreiungskriege wurden die staatlichen Gerichte (Stadtgerichte und Justizämter) zu Land- und Stadtgerichten zusammengefasst. In Oberglogau entstand so das Land- und Stadtgericht Oberglogau. Zuständiges Oberlandesgericht war das Oberlandesgericht Ratibor.
Sein Sprengel umfasste die Stadt Oberglogau mit 2823 Einwohnern (1837) und 15 Ortschaften mit 6076 Einwohnern, also zusammen 8899 Gerichtseingesessene. Die Ortschaften waren Grötsch, Hinterdorf, Kerpen, Anteil Komornik, Koske, Kostenthal, Leschnig, Groß-Mimsdorf, Mochau, Reitersdorf, Schönau, Weingasse, Wiedrowitz, Wilkau und das vom Land- und Stadtgericht verwaltete Patrimonialgericht Mierzenzin.
Am Gericht waren ein Land- und Stadtrichter, ein Assessor, zwei Subalterne und ein Unterbeamte beschäftigt. Es handelte sich um ein Gericht 2. Klasse, d. h. da das Gericht weniger als drei Richter hatte, konnten diese nicht als Spruchkörper gemeinsam Beschlüsse fassen.
Das Gericht hatte seinen Sitz im Rathaus und nutzte das städtische Gefängnis.
1849 wurden einheitlich Kreisgerichte gebildet. In Oberglogau entstand so die Gerichtskommission Oberglogau des Kreisgericht Neustadts O.S..